# Cortinarius ignotus
Cortinarius ignotus är en svampart som beskrevs av E. Horak 1990. Cortinarius ignotus ingår i släktet Cortinarius och familjen spindlingar.   Inga underarter finns listade i Catalogue of Life.